# Туркменская государственная издательская служба
Туркменская государственная издательская служба (ТГИС) (туркм. Türkmen Döwlet Neşirýat Gullugy (TDNG)) — орган государственного управления, обеспечивающий выпуск печатной продукции и осуществляющий руководство издательской и полиграфической деятельностью в Туркменистане.

## История
17 января 1990 года постановлением Президиума Верховного Совета Туркменской ССР союзно-республиканский комитет Туркменской ССР по делам издательств, полиграфии и книжной торговли переименован в союзно-республиканский Государственный комитет Туркменской ССР по печати.
10 августа 1992 года Государственный комитет Туркменской ССР по печати преобразован в Комитет по печати при Кабинете министров Туркменистана.
11 августа 1992 года постановлением Президента Туркменистана «в целях устранения ведомственной разобщенности, рационального использования финансовых, материально-технических ресурсов и производственного потенциала» на базе издательства Правительства Туркменистана и издательства Центрального совета Союза молодежи Туркменистана имени Махтумкули, образовано редакционно-издательское объединение «Метбугат» с подчинением его Комитету по печати при Кабинете министров Туркменистана.
22 декабря 1994 года принято Положение об издательской деятельности в Туркменистане, определившее порядок лицензирования права занятия издательской деятельностью на период до принятия Закона Туркменистана «об издательской деятельности».
11 февраля 1997 года Комитет по печати при Кабинете министров Туркменистана упразднен. Функции упраздненного Комитета переданы Государственному производственному объединению «Туркменметбугат», созданному на базе редакционно-издательского объединения «Метбугат», подчиненного упраздненному Комитету. Отдел по творческой работе упраздненного Комитета передан в состав центрального аппарата Министерства культуры Туркменистана.
10 марта 1999 года Государственное производственное объединение «Туркменметбугат» ликвидировано, его функции возложены на Управление по печати при Кабинете министров Туркменистана.
16 января 2001 года Управление по печати при Кабинете министров Туркменистана было упразднено, вместо него создана Туркменская государственная издательская служба. Одновременно упразднены издательства «Туркменистан», «Магарыф», «Туркменбланкиздат», их функции переданы Туркменской государственной издательской службе.
8 ноября 2014 года принят Закон Туркменистана «Об издательском деле».

## Структура
Центральный аппарат ТГИС состоит из 5 отделов:
- Производственно-технический отдел;
- Отдел по подготовке печатной продукции и координации деятельности полиграфических предприятий;
- Отдел финансов, бухгалтерского учёта, отчетности и ревизий;
- Отдел материального обеспечения и капитального строительства;
- Хозяйственный отдел.

В состав ТГИС входят следующие предприятия и организации:
- Ашхабадский дом печати;
- Типография Лебапского велаята;
- Типография Марыйского велаята;
- Типография Дашогузского велаята;
- Типография города Туркменбаши;
- Типография города Сердар;
- Типография города Анау;
- Предприятие материально-технического обеспечения «Туркменснабпечать»;
- Государственная книжная палата Туркменистана;
- Хозрасчетное редакционное объединение.

## Руководство

### Председатель комитета по печати при Кабинете министров Туркменистана
| No | Имя                     | Назначен   | Уволен     | Причина увольнения       |
| 1  | Диванкулиев, Худайберды | 10.08.1992 | 11.02.1997 | переход на другую работу |

### Председатель Государственного производственного объединения «Туркменметбугат»
| No | Имя               | Назначен   | Уволен     | Причина увольнения       |
| 1  | Чарыяров, Аннанур | 11.02.1997 | 10.03.1999 | переход на другую работу |

### Председатель Туркменской государственной издательской службы
| No | Имя                      | Назначен   | Уволен     | Причина увольнения               |
| 1  | Бекиев, Агагельды        | 16.01.2001 | 02.08.2004 | за серьезные недостатки в работе |
| 2  | Гараев, Агасапар         | 02.08.2004 | 13.07.2007 | переход на другую работу         |
| 3  | Хурменов, Тачмамед       | 13.07.2007 | 21.01.2008 | за серьезные недостатки в работе |
| 4  | Чарыяров, Аннанур        | 21.01.2008 | 14.08.2009 | по состоянию здоровья            |
| 5  | Нургельдыева, Гызылгуль  | 14.08.2009 | 22.10.2009 | ВрИО                             |
| 6  | Нургельдыева , Гызылгуль | 22.10.2009 | 12.04.2013 | за недостатки в работе           |
| 7  | Худайбердыев, Акмурад    | 12.04.2013 |            | действующий                      |